# Rudolf Christoph Freiherr von Gersdorff
Rudolf Christoph Freiherr von Gersdorff (Lubin, 27 marzo 1905 – Monaco di Baviera, 27 gennaio 1980) è stato un generale tedesco.

## Biografia
Nipote del barone generale Ernst von Gersdorff e dalla sua consorte Cristina, contessa di Dohna-Schlodien (1880–1944), discendeva da una nobile famiglia della Slesia, fu cresciuto nella tradizione militare prussiana e studiò all'Accademia Militare di Breslavia.
Tenente della Wehrmacht partecipò all'Operazione Barbarossa e all'attacco in Norvegia con il grado di capitano di fanteria e fu coinvolto dall'ammiraglio Wilhelm Canaris nell'Abwehr, dove ebbe modo di conoscere Henning von Tresckow.

### Gli attentati contro Hitler
Poco dopo il fallito tentativo del colonnello di Stato maggiore Henning von Tresckow del 13 marzo 1943, Gersdorff si dichiarò pronto per un attentato suicida che avrebbe coinvolto anche il Führer.
Il 21 marzo 1943 Hitler, nel corso della celebrazione del Giorno della commemorazione degli eroi,  inaugurò nel fabbricato dell'ex Arsenale di Berlino una mostra di armi catturate al nemico sovietico. Gersdorff, in qualità di esperto comandato, doveva illustrare agli ospiti la mostra. Egli voleva, durante il giro che Hitler avrebbe fatto, insieme a membri del vertice del Reich, tra i quali vi erano Hermann Göring, Heinrich Himmler, Wilhelm Keitel e Karl Dönitz, far esplodere una Schrapnellmine, che teneva in una tasca del mantello. Dopo che Gersdorff aveva già attivato il detonatore, Hitler si era precipitato nella mostra, senza però fermarsi davanti ad alcun reperto e lasciò l'edificio dopo meno dei dieci minuti di ritardo sui quali il detonatore era stato regolato. Gersdorff fece quindi appena in tempo a disinnescarlo di nascosto all'interno di una toilette. Dopo il mancato tentativo, egli fu inviato sul fronte orientale, dove cercò di sviare i sospetti su di lui.
Nel 1944 Gersdorff aveva custodito esplosivo e detonatore per l'attentato previsto per 20 luglio,  che il suo collega e compagno di cospirazione Wessel Freytag von Loringhoven si era procurato nascostamente dalle scorte occulte di armi inglesi dell'Abwehr. Il silenzio di Freytag von Loringhoven, durante l'interrogatorio cui fu sottoposto dalla Gestapo dopo il fallimento dell'attentato, lo salvò dall'arresto e dall'impiccagione. Così Gersdorff fu uno dei pochi fra gli appartenenti alla Wehrmacht che, pur avendo preso parte attiva alla resistenza contro il dittatore, riuscì a sopravvivere alla guerra.

### La fine della guerra
Successivamente partecipò alle operazioni contro lo Sbarco in Normandia, ricevendo la Croce del Cavaliere a Falaise-Chambois.
Finita la guerra fu promosso generale e nominato membro del Bundestag della Germania Ovest, con sede a Bonn.

## Matrimoni e discendenza
Nel 1934 Rudolf Christoph sposò Renata Kracker von Schwarzenfeld (1913–1942), una coerede della dinastia industriale dei Kramsta, dalla quale ebbe una figlia. Dopo la morte della moglie, nel 1953, Rudolf Christoph sposò Marie-Eva Alexandra Brigitte Hertha von Waldenburg (1925–1986), una discendente del principe Augusto di Prussia. Dalla seconda moglie Rudolf Christoph non ebbe figli.